# Obarów (stacja kolejowa)
Obarów (ukr. Обарів, ros. Обаров) – stacja kolejowa w miejscowości Gródek, w rejonie rówieńskim, w obwodzie rówieńskim, na Ukrainie. Leży na linii Zdołbunów – Kowel. Nazwa pochodzi od pobliskiej miejscowości Obarów.
Przed II wojną światową istniał w tym miejscu przystanek kolejowy o tej samej nazwie.